# Asparagus gonoclados
Asparagus gonoclados — вид рослин із родини холодкових (Asparagaceae).

## Біоморфологічна характеристика
Високий, розкидистий, виткий, колючий кущ з бульбастим кореневищем; колючки 6–12 мм завдовжки. Листки зменшені до дрібних лусочок, що несуть у пазухах пучки трикутних кладодій 12–18 мм завдовжки, 6 мм завширшки. Суцвіття багатоквіткові. Квітки білі, запашні, дуже дрібні. Плід — ягода з 1–2 насінинами, діаметром 4–6 мм.

## Середовище проживання
Ареал: пд. Індія, Шрі-Ланка.